# Darwin Quintero
Carlos Darwin Quintero Villalba (ur. 19 września 1987 w Tumaco) – kolumbijski piłkarz z obywatelstwem meksykańskim występujący na pozycji skrzydłowego lub cofniętego napastnika, reprezentant Kolumbii, od 2023 roku zawodnik Amériki Cali.
Quintero profesjonalną karierę piłkarską rozpoczynał w pierwszoligowym zespole Deportes Tolima, gdzie występował w latach 2005–2007. Wywalczył w tym czasie wicemistrzostwo sezonu Finalización 2006 oraz brał udział w Copa Libertadores i Copa Sudamericana. Latem 2007 przeniósł się do rosyjskiego zespołu Krylja Sowietow Samara, gdzie przez połowę sezonu strzelił jednego gola w jedenastu meczach ligowych. Rok 2008 spędził jako piłkarz kolumbijskiego klubu Deportivo Pereira – rundę wiosenną jeszcze na wypożyczeniu z Krylji. Jesienią zajął drugie miejsce w klasyfikacji strzelców ligi kolumbijskiej. Przed sezonem Clausura 2009 zakupiła go meksykańska Santos Laguna. W barwach tej drużyny zajął drugie miejsce w trzech turniejach ligowych; rozgrywkach Bicentenario 2010, Apertura 2010 i Apertura 2011. W sezonie Clausura 2012 wywalczył mistrzostwo Meksyku. W 2012 i 2013 roku dotarł natomiast do finału Ligi Mistrzów CONCACAF, za drugim razem zostając królem strzelców tych rozgrywek.
Quintero, grając w kadrze Kolumbii do lat 20, zanotował występy na Młodzieżowych Mistrzostwach Ameryki Południowej 2007. W reprezentacji seniorów zadebiutował 11 października 2008 w spotkaniu z Paragwajem. Premierową bramkę dla pierwszej reprezentacji zdobył 30 września 2009 w meczu towarzyskim z Meksykiem.

## Początki
Quintero urodził się w Tumaco, mieście w departamencie Nariño, jednak w wieku pięciu lat przeniósł się do miasta Cali. Wychowywał się w tamtejszej dzielnicy Puerta del Sol wraz ze swoim ojcem Yilberem Rubénem Quintero i siostrą Lizette, rozpoczynając treningi piłkarskie w szkółce juniorskiej Panadería Kuty. Później zaczął uczęszczać na treningi do innej drużyny młodzieżowej, Barsa Fútbol Club, gdzie spędził kilka lat, występując w różnych kategoriach wiekowych. W międzyczasie za namową szkoleniowca Élkina Congote jeździł na testy do prestiżowych akademii piłkarskich z Cali – Escuela Sarmiento Lora i Boca Juniors, a także próbował swoich sił w reprezentacji departamentu Valle del Cauca, lecz w żadnym z tych miejsc nie zdołał przekonać do swoich umiejętności tamtejszych trenerów. W 2004 roku jego talent zauważył obecny na meczu pomiędzy Barsą i Atlético FC znany trener juniorów Humberto Ortiz i od razu ściągnął młodego piłkarza do zespołu, w którym wówczas pracował – Deportes Tolima z siedzibą w mieście Ibagué.
Jego imiona – Carlos Darwin – nie nawiązują do słynnego angielskiego przyrodnika i twórcy teorii ewolucji Karola Darwina; w jednym z wywiadów ojciec zawodnika przyznał, że imię Carlos odziedziczył on po stryju, zaś Darwin pochodzi od bohatera jednej z przeczytanych przez niego książek. Pseudonim Quintero, „Científico”, w języku hiszpańskim oznacza naukowca. Kolumbijczyk jest głęboko wierzącym chrześcijaninem; często podkreśla, iż wszystko, co ma, osiągnął z pomocą Boga. Idolami piłkarskimi Quintero są Willington Ortiz, Faustino Asprilla, Ronaldinho, Ronaldo i Cristiano Ronaldo.

## Kariera klubowa

### Tolima
Swoją karierę piłkarską Quintero rozpoczynał w zespole Barsa Fútbol Club z siedzibą w Cali. Później dołączył do drużyn juniorskich klubu Deportes Tolima, mającego swoją siedzibę w mieście Ibagué. Ma za sobą także występy w rezerwach Tolimy. W barwach tego zespołu uczestniczył w Igrzyskach Kolumbijskich (hiszp. „Juegos Nacionales”) w 2004 roku.
Do seniorskiej drużyny Tolimy Quintero został wprowadzony przez trenera Jorge Luisa Bernala – szkoleniowiec ten zaczął dawać dużo szans na grę zawodnikowi i opracował dla niego specjalny program treningowy, w wyniku którego Quintero przybrał na wadze 14 kilogramów. W kolumbijskiej Primera A zadebiutował w wieku 18 lat, 18 sierpnia 2005 podczas przegranej 0:1 konfrontacji z Atlético Junior. Był to jego jedyny występ w swoim debiutanckim sezonie Finalización 2005. Pierwszego gola w lidze kolumbijskiej zawodnik strzelił 19 lutego 2006 w wygranym 3:1 spotkaniu z Boyacá Chicó – w 47. minucie zdobył bramkę na 2:1 dającą Tolimie prowadzenie. Jesienią 2006 Quintero wywalczył z Tolimą tytuł wicemistrza turnieju Finalización 2006; w dwumeczu decydującym o zdobyciu trofeum zespół z Ibagué uległ Cúcuta Deportivo łącznym wynikiem 1:2 (0:1, 1:1).
W 2006 roku Quintero brał udział w rozgrywkach Copa Sudamericana. Wpisał się na listę strzelców w dwóch konfrontacjach: w pierwszym spotkaniu pierwszego dwumeczu barażowego z kolumbijskim Independiente Medellín oraz drugim spotkaniu drugiego dwumeczu barażowego z wenezuelskim Mineros. Drużyna Tolimy ostatecznie odpadła po przegranej łącznym wynikiem 3:6 (2:1, 1:5) z meksykańską Pachucą w 1/8 finału. Rok później Quintero zaliczył występy w Copa Libertadores – strzelił dwie bramki w rundzie grupowej: w meczu z paragwajskim Cerro Porteño oraz z kolumbijskim Cúcuta Deportivo. Tolima zajęła trzecie, niepremiowane awansem do fazy pucharowej miejsce w liczącej cztery zespoły grupie.
Młodemu zawodnikowi dziennikarze nadali pseudonim „Negro de oro” (w wolnym tłumaczeniu „Złoty Czarnoskóry”). Na nim i jego dwóch rodakach, Jhonie Charríi i Juanie Carlosie Escobarze, w decydującej mierze opierała się gra ofensywna Tolimy.

### Krylja Sowietow Samara
Latem 2007 za sumę szacowaną na pół miliona dolarów (350 tysięcy euro) Quintero wraz z kolegą klubowym z Tolimy Juanem Carlosem Escobarem przeniósł się do rosyjskiego zespołu Krylja Sowietow Samara. Napastnik prowadził także rozmowy z hiszpańskim Realem Betis, jednak wybrał konkretniejszą ofertę z Rosji. Aleksandr Baranowski, prezes drużyny z Samary, stwierdził, że obserwował zawodników od dłuższego czasu, jednak do transferu mogło dojść dopiero po zaciągnięciu pożyczki. Obydwaj kolumbijscy piłkarze podpisali z Krylją pięcioletnie kontrakty. Quintero w nowej drużynie grał z numerem 11 na koszulce. 9 lipca przeszedł testy medyczne, a treningi z nowym zespołem rozpoczął trzy dni później. W Priemjer–Lidze Kolumbijczyk zadebiutował w 20 kolejce sezonu 2007 – 11 sierpnia w przegranym 0:2 spotkaniu ze Spartakiem Moskwa zmienił w 57. minucie Alaksieja Skwierniuka. Pierwszy mecz w wyjściowym składzie rozegrał 25 sierpnia z Zenitem, natomiast jedyną bramkę w lidze rosyjskiej zdobył 21 października, w 87. minucie ustalając na 3:0 wynik konfrontacji z Rubinem Kazań. Łącznie w Priemjer–Lidze napastnik jedenastokrotnie pojawił się na boisku (razem 429 minut, trzy razy w podstawowym składzie), strzelając jednego gola i notując dwie żółte kartki. Na koniec sezonu 2007 Krylja zajęła trzynaste miejsce w lidze (na szesnaście zespołów).

### Pereira
W styczniu 2008 Quintero na zasadzie półrocznego wypożyczenia dołączył do kolumbijskiej drużyny Deportivo Pereira. Turniej Apertura zakończył z czterema golami na koncie – wpisał się na listę strzelców w spotkaniu z Américą (12. kolejka, 1:4), dwukrotnie z Pasto (13. kolejka, 5:2) oraz Huilą (15. kolejka, 3:3). W ankiecie zamieszczonej na oficjalnej stronie Pereiry został wybrany na najlepszego piłkarza klubu w pierwszej połowie roku 2008.
30 maja 2008 Quintero przybył do Moskwy, gdzie wraz z innymi graczami Krylji Sowietow poddał się badaniom lekarskim. Później rozpoczął treningi z drużyną, jednak trener klubu, Leonid Słucki, nie widział dla niego miejsca w zespole. Krylja prowadziła w międzyczasie zaawansowane rozmowy z klubem Atlético Nacional dotyczące sprzedaży zawodnika. Władze Deportivo Pereira zdecydowały się jednak skorzystać z opcji pierwokupu zawartej w kontrakcie Kolumbijczyka, dzięki czemu zawodnik mógł na stałe zasilić zespół. 20-latek dołączył do Pereiry 19 czerwca 2008 za nieujawnioną, jednak szacowaną przez media na 450 tysięcy euro kwotę. Znacząco pomógł drużynie w utrzymaniu się w najwyższej klasie rozgrywkowej, a trzynaście goli w 22 meczach dało mu tytuł wicekróla strzelców ligi, ze stratą trzech bramek do Fredy’ego Montero z Deportivo Cali. Quintero został wybrany przez kolumbijską gazetę El Tiempo najlepszym piłkarzem rozgrywek.

### Santos Laguna
26 grudnia 2008 Quintero na łamach El Tiempo oficjalnie potwierdził, że od początku stycznia 2009 będzie graczem meksykańskiego zespołu Club Santos Laguna. Media informowały, że suma transakcji wynosiła około 4,5 miliona dolarów (2,5 miliona euro). Zawodnik przyznał także, iż posiadał oferty gry w kilku klubach kolumbijskich i europejskich, m.in. od włoskiego S.S. Lazio. Niedługo potem Kolumbijczyk dołączył do nowego zespołu trenujących na zgrupowaniu zimowym odbywającym się w mieście Cancún. Został umieszczony przez portal FIFA.com na liście trzynastu utalentowanych graczy z całego świata, których postępy powinny być obserwowane w 2009 roku. W meksykańskiej Primera División Quintero zadebiutował 18 stycznia 2009 w spotkaniu z Américą, zakończonym wynikiem 1:2. 22-latek rozegrał pełne 90 minut w meczu. Wobec kontuzji podstawowego napastnika Santos Laguny, Christiana Beníteza, Quintero rozpoczął sezon na pozycji wysuniętego napastnika. Na początku rozgrywek Quintero, podobnie jak inni napastnicy Santos Laguny, był krytykowany za nieskuteczność, jednak chwalono go również za zaangażowanie i agresywność na boisku. Po powrocie Beníteza do zdrowia zaczął pełnić rolę cofniętego atakującego, tworząc z Ekwadorczykiem dobrze uzupełniający się na boisku duet. Pierwszego gola w Meksyku Kolumbijczyk zdobył 15 lutego 2009 w meczu z Guadalajarą, w 60. minucie strzałem głową podwyższając prowadzenie swojego zespołu na 2:0 (ostateczny wynik meczu to 2:1). W swoim debiutanckim sezonie w Meksyku, Clausura 2009, wpisywał się na listę strzelców jeszcze trzykrotnie – strzelił dwa gole w zremisowanym 2:2 meczu z Tolucą (10 kolejka) i jedną bramkę w zakończonym takim samym wynikiem spotkaniu z Pachucą (12. kolejka).
W sezonie Bicentenario 2010 Santos Laguna wywalczyła tytuł wicemistrza ligi meksykańskiej, po porażce w dwumeczu finałowym fazy play–off z Tolucą (2:2, 0:0, 3:4 po karnych). Quintero podczas tych wiosennych rozgrywek zanotował sześć trafień, co uczyniło go najlepszym strzelcem drużyny w regularnym sezonie ligowym. W rundzie play–off Kolumbijczyk dwukrotnie wpisywał się na listę strzelców – w rewanżowym spotkaniu półfinałowym z Morelią (7:1) oraz pierwszym meczu finałowym z Tolucą (2:2). Pół roku później, w sezonie Apertura 2010, Santos Laguna ponownie została wicemistrzem Meksyku, tym razem po przegranej z Monterrey w dwumeczu 3:5 (3:2, 0:3). Quintero stworzył wówczas z Christianem Benítezem najskuteczniejszy duet w lidze – Ekwadorczyk z czternastoma trafieniami został królem strzelców regularnego sezonu, natomiast Kolumbijczyk zdobył cztery gole w play–offach (trzy w dwumeczu półfinałowym z Américą oraz jednego w finale z Monterrey), dzięki czemu osiągnął wyróżnienie dla drugiego najlepszego strzelca tej fazy rozgrywek.
Quintero wziął też udział w Lidze Mistrzów CONCACAF 2008/2009 – zanotował po dwa trafienia w wygranym 5:2 meczu ćwierćfinałowym z kanadyjskim Montreal Impact oraz w pierwszym spotkaniu półfinałowym z meksykańskim Atlante (2:1). W rewanżowym meczu 21-latek asystował przy bramce Vicente Matíasa Vuoso, jednak Santos Laguna przegrała 1:3 i odpadła z rywalizacji. Kolumbijczyk ma także za sobą występy w dwóch meczach SuperLigi 2009, w których zanotował jedną bramkę: w półfinałowej konfrontacji z meksykańskim Tigres UANL, przegranej ostatecznie 2:3. Quintero trzykrotnie trafiał do siatki rywala w Lidze Mistrzów CONCACAF 2010/2011; strzelił po jednym golu w przedwstępnej rundzie z trynidadzkim San Juan Jabloteh oraz w grupowych pojedynkach z trynidadzkim Joe Public i gwatemalskim Municipalem. Ostatecznie Santos Laguna odpadła po przegranym dwumeczu ćwierćfinałowym z Cruz Azul łącznym wynikiem 1:5 (0:2, 1:3). 2 kwietnia 2011, podczas wygranego przez Santos Lagunę 3:0 meczu ligowego z Cruz Azul (Quintero wpisał się w tym spotkaniu na listę strzelców), Kolumbijczyk miał doznać rasistowskich ataków słownych ze strony zawodnika przeciwnej drużyny, Rogelio Cháveza. W wyniku całej sytuacji Quintero po uderzeniu Christiana Giméneza otrzymał czerwoną kartkę w 71. minucie, pierwszą w historii jego występów w Meksyku. Komisja dyscyplinarna zawiesiła ponadto byłego gracza Tolimy na sześć najbliższych spotkań.
Przed sezonem Apertura 2011 Quintero zmienił swój dotychczasowy numer na koszulce, 28, na 3, ze względu na datę urodzin swojego syna. 22 września 2011 Kolumbijczyk zdobył dwa gole w czwartym meczu fazy grupowej Ligi Mistrzów CONCACAF 2011/2012 z salwadorskim Isidro Metapán (6:0). Dzięki temu z jedenastoma golami na koncie został drugim najlepszym strzelcem w historii tych rozgrywek, ustępując jedynie Meksykaninowi Javierowi Orozco. W sezonie Apertura 2011 Quintero wywalczył z Santos Laguną trzeci w karierze tytuł wicemistrza kraju. Wystąpił wówczas we wszystkich 23 meczach swojej drużyny, w których zdobył sześć bramek, zostając drugim najlepszym strzelcem zespołu prowadzonego przez Benjamína Galindo, zaraz za Oribe Peraltą. W decydującej o mistrzostwie fazie play–off zdobył bramkę w drugim meczu ćwierćfinałowym z Jaguares, wygranej 2:1. W dwumeczu finałowym Santos Laguna uległa Tigres UANL łącznym wynikiem 1:4 (0:1, 1:3). W drugim spotkaniu finału musiał opuścić plac gry już w 15 minucie; zmienił go bramkarz Miguel Becerra, mający zastąpić ukaranego czerwoną kartką Oswaldo Sáncheza.
Na początku sezonu Clausura 2012 Qunitero został z udanym skutkiem przekwalifikowany przez szkoleniowca Benjamína Galindo z napastnika na ofensywnego pomocnika. Podczas tych rozgrywek był podstawowym graczem zespołu, występując w dwudziestu spotkaniach i zdobywając osiem bramek, a także notując pięć asyst. Jego drużyna po raz czwarty dotarła do dwumeczu finałowego fazy play-off, gdzie zmierzyła się z Monterrey. Kolumbijczyk wystąpił w obydwóch spotkaniach od pierwszej minuty, natomiast Santos Laguna po remisie i zwycięstwie (1:1, 2:1) zdobyła tytuł mistrza Meksyku. Quintero dotarł także wówczas ze swoim klubem do finału Ligi Mistrzów CONCACAF, gdzie również zmierzył się z Monterrey. Tym razem Santos Laguna zanotowała w dwumeczu porażkę i zwycięstwo (0:2, 2:1), jednak przez gorszy stosunek bramek nie zdołała sięgnąć po trofeum. Zawodnik rozegrał w tej edycji Ligi Mistrzów siedem spotkań, zaliczając asystę i cztery gole – w rundzie wstępnej z Olimpią (3:1) oraz w fazie grupowej z Colorado Rapids (4:0) i dwukrotnie z Isidro Metapán (6:0).
Podczas kolejnych rozgrywek, Apertura 2012, Quintero po raz pierwszy został najlepszym strzelcem swojej drużyny z siedmioma bramkami, jednak jego zespół spisywał się poniżej oczekiwań; nie tylko nie zdołał obronić tytułu mistrzowskiego, ale nie zakwalifikował się nawet do ligowej fazy play-off. Słaba postawa Santos Laguny poskutkowała zmianą szkoleniowca; Benjamína Galindo zastąpił portugalski trener Pedro Caixinha, pod którego kierownictwem Quintero utworzył skuteczny ofensywny duet z Oribe Peraltą. W tym samym roku po raz czwarty wziął udział w rozgrywkach Ligi Mistrzów CONCACAF – w fazie grupowej wpisał się na listę strzelców czterokrotnie; trzy razy z salwadorską Águilą (5:0) i raz z kanadyjskim Toronto FC (3:1). Później zdobył jeszcze gola w rewanżu ćwierćfinałowym z amerykańskim Seattle Sounders (1:1) i drugim finale z Monterrey (2:4) i z sześcioma bramkami na koncie został królem strzelców tamtej edycji Ligi Mistrzów, dzieląc się tym osiągnięciem z Nicolásem Muñozem. Santos Laguna dotarła natomiast do finału, gdzie podobnie jak przed rokiem uległa ekipie Monterrey (0:0, 2:4).
W 2014 roku Quintero wraz z Santos Laguną wystąpił w rozgrywkach Copa Libertadores, w których zanotował dwa trafienia w spotkaniu fazy grupowej z urugwajskim Peñarolem (4:1), tworząc tercet w ataku wraz z Oribe Peraltą i swoim rodakiem Andrésem Renteríą.

### Minnesota United
31 marca 2018 roku podpisał kontrakt z Minnesotą United jako pierwszy Designated Player w historii klubu. W MLS zadebiutował 15 kwietnia 2018 roku w wyjazdowym meczu z Portland Timbers. W pierwszym spotkaniu strzelił też debiutanckiego gola i zanotował asystę (The Loons przegrali w tym spotkaniu 2:3).

## Kariera reprezentacyjna

### U–20
W 2007 roku Quintero został powołany do reprezentacji Kolumbii U–20 na Młodzieżowe Mistrzostwa Ameryki Południowej. Na turnieju tym wystąpił z numerem 7 na koszulce. W pierwszym spotkaniu fazy grupowej, z Argentyną, Kolumbijczyk wpisał się na listę strzelców, ustalając wynik na 2:1 dla swojej drużyny. Quintero wystąpił jeszcze w dwóch spotkaniach: z Urugwajem (0:1) oraz Ekwadorem (1:0). Kolumbia zajęła ostatecznie pierwsze miejsce w grupie i awansowała do grupy finałowej. Tam poniosła cztery porażki (0:5 z Chile, 0:2 z Urugwajem, 2:3 z Paragwajem i 0:2 z Brazylią) oraz bezbramkowo zremisowała z Argentyną, zajmując ostatnie, szóste miejsce w grupie. Quintero wystąpił we wszystkich spotkaniach swojej drużyny (oprócz meczu fazy grupowej z Wenezuelą), tworząc atak Kolumbijczyków razem z Johnem Jairo Mosquerą.

### Dorosła reprezentacja
Do seniorskiej reprezentacji Kolumbii Quintero zaczął być powoływany w 2008 roku przez selekcjonera Eduardo Larę. W kadrze narodowej filigranowy napastnik zadebiutował 11 października 2008 w przegranym 0:1 spotkaniu z Paragwajem, wchodzącym w skład eliminacji do mistrzostw świata. Pojawił się wówczas na placu gry w 55 minucie, zmieniając Fredy’ego Montero. Podczas kwalifikacji do MŚ wystąpił jeszcze w czterech meczach: z Brazylią (0:0), Boliwią (2:0), Wenezuelą (0:2) i Argentyną (0:1), nie strzelając gola. Na koniec eliminacji Kolumbia zajęła siódme miejsce w liczącej dziesięć zespołów grupie, nie kwalifikując się na mundial.
Pierwszego gola w reprezentacji Quintero strzelił 30 września 2009 w wygranym 2:1 meczu towarzyskim z Meksykiem. Pojawił się na boisku w 78 minucie i trzy minuty później zdobył bramkę po dośrodkowaniu Yuliána Anchico. W spotkaniu tym był jednym z dwóch reprezentantów Kolumbii, grających na co dzień w Meksyku – drugim był Vladimir Marín z Toluki. W listopadzie 2011 Quintero został powołany przez selekcjonera Leonela Álvareza na mecze kwalifikacyjne do MŚ 2014 z Wenezuelą i Argentyną. Był to tym samym powrót zawodnika Santos Laguny do reprezentacji po niemal dwóch latach nieobecności.
Po przyjściu do reprezentacji nowego selekcjonera José Pekermana sytuacja Quintero w kadrze nie uległa poprawie; z powodu dużej konkurencji w formacjach ofensywnych pozostawał on jedynie głębokim rezerwowym drużyny narodowej. Podczas eliminacji do Mistrzostw Świata 2014 wystąpił tylko w trzech z osiemnastu meczów, w których rozegrał zaledwie 28 minut, zaś Kolumbijczycy po raz pierwszy od szesnastu lat zdołali zakwalifikować się na mundial.

## Statystyki kariery

### Klubowe
| Klub            | Sezon     | Kraj     | Rozgrywki     | Liga  | Liga | Puchar kraju | Puchar kraju | Międzynarodowe    | Międzynarodowe | Międzynarodowe | Łącznie | Łącznie |
| Klub            | Sezon     | Kraj     | Rozgrywki     | Mecze | Gole | Mecze        | Gole         | Rozgrywki         | Mecze          | Gole           | Mecze   | Gole    |
| --------------- | --------- | -------- | ------------- | ----- | ---- | ------------ | ------------ | ----------------- | -------------- | -------------- | ------- | ------- |
| Tolima          | 2005      | Kolumbia | Liga Postobón | 1     | 0    | ––           | ––           | ––                | ––             | ––             | 1       | 0       |
| Tolima          | 2006      | Kolumbia | Liga Postobón | 42    | 19   | ––           | ––           | CS                | 6              | 2              | 48      | 21      |
| Tolima          | 2007      | Kolumbia | Liga Postobón | 12    | 5    | ––           | ––           | CL                | 5              | 2              | 17      | 7       |
| Krylja Sowietow | 2007      | Rosja    | Priemjer-Liga | 11    | 1    | ––           | ––           | ––                | ––             | ––             | 11      | 1       |
| Pereira         | 2008      | Kolumbia | Liga Postobón | 34    | 17   | ––           | ––           | ––                | ––             | ––             | 34      | 17      |
| Santos Laguna   | 2008–2009 | Meksyk   | Liga MX       | 16    | 4    | ––           | ––           | LM + SL           | 6              | 5              | 22      | 9       |
| Santos Laguna   | 2009–2010 | Meksyk   | Liga MX       | 41    | 11   | 3            | 0            | ––                | ––             | ––             | 44      | 11      |
| Santos Laguna   | 2010–2011 | Meksyk   | Liga MX       | 33    | 8    | ––           | ––           | LM                | 7              | 3              | 40      | 11      |
| Santos Laguna   | 2011–2012 | Meksyk   | Liga MX       | 43    | 14   | ––           | ––           | LM                | 8              | 4              | 51      | 18      |
| Santos Laguna   | 2012–2013 | Meksyk   | Liga MX       | 34    | 13   | ––           | ––           | LM                | 9              | 6              | 43      | 19      |
| Santos Laguna   | 2013–2014 | Meksyk   | Liga MX       | 32    | 10   | 4            | 5            | CL                | 5              | 2              | 41      | 17      |
| Łącznie         | Kolumbia  | Kolumbia | Kolumbia      | 89    | 41   | ––           | ––           | CS + CL           | 11             | 4              | 100     | 45      |
| Łącznie         | Rosja     | Rosja    | Rosja         | 11    | 1    | ––           | ––           | ––                | ––             | ––             | 11      | 1       |
| Łącznie         | Meksyk    | Meksyk   | Meksyk        | 199   | 60   | 7            | 5            | LM + SL + CL      | 35             | 20             | 241     | 85      |
| Łącznie         | Łącznie   | Łącznie  | Łącznie       | 299   | 102  | 7            | 5            | CS + CL + LM + SL | 46             | 24             | 352     | 131     |

Stan na 28 marca 2014.
- CS – Copa Sudamericana
- CL – Copa Libertadores
- LM – Liga Mistrzów CONCACAF
- SL – SuperLiga

### Reprezentacyjne
| Reprezentacja | Kraj   | Rok    | Łącznie | Łącznie |
| Reprezentacja | Kraj   | Rok    | Mecze   | Gole    |
| ------------- | ------ | ------ | ------- | ------- |
| Kolumbia      |        |        |         |         |
| Kolumbia      | 2008   | 3      | 0       |         |
| Kolumbia      | 2009   | 6      | 1       |         |
| Kolumbia      | 2010   | 2      | 0       |         |
| Kolumbia      | 2011   | 2      | 0       |         |
| Kolumbia      | 2012   | 1      | 0       |         |
| Kolumbia      | 2013   | 0      | 0       |         |
| Kolumbia      | 2014   | 0      | 0       |         |
| Ogółem        | Ogółem | Ogółem | 14      | 1       |

Stan na 28 marca 2014.

#### Gole w reprezentacji
| #  | Data             | Miejsce                                | Przeciwnik | Gol | Wynik | Zawody          |
| -- | ---------------- | -------------------------------------- | ---------- | --- | ----- | --------------- |
| 1. | 30 września 2009 | Cotton Bowl, Dallas, Stany Zjednoczone | Meksyk     | 2–0 | 2–1   | Mecz towarzyski |

## Osiągnięcia

### Deportes Tolima
- Drugie miejsce
  - Liga Postobón: 2006 Finalización[10]

### Santos Laguna
- Zwycięstwo
  - Liga MX: 2011–12 Clausura[74]
- Drugie miejsce
  - Liga MX: 2009–10 Bicentenario[48], 2010–11 Apertura[52], 2011–12 Apertura[70]
  - Liga Mistrzów CONCACAF: 2011–12, 2012–13[115]

### Indywidualne
- Król strzelców Ligi Mistrzów CONCACAF: 2012–13

## Styl gry
Quintero jest zwinnym, szybkim napastnikiem. Opiera swoją grę na dobrej technice i dryblingu. Najczęściej występuje w roli cofniętego atakującego. Z racji swojego niskiego wzrostu (166 cm) Quintero zwykle przegrywa pojedynki w powietrzu.

## Życie prywatne
Quintero jest żonaty z Valentiną Sierra. Mają dwójkę dzieci: syna Carlosa Darwina juniora (ur. 3 marca 2011) oraz córkę Martinę (ur. 2 marca 2014). W grudniu 2013 otrzymał meksykańskie obywatelstwo, po pięciu latach zamieszkania w tym kraju.